# Hello, Dolly! (banda sonora)
Hello, Dolly! es el álbum de la banda sonora de la película musical de 1969 del mismo nombre, interpretada por Barbra Streisand, Walter Matthau y Michael Crawford. Lanzado originalmente en vinilo por 20th Century Fox Records, luego reeditado en Casablanca Records; la banda sonora fue remasterizada para su lanzamiento en disco compacto por Philips Records en 1994. Este álbum marcó la segunda vez que Streisand grabó para un sello que no fuera Columbia Records (la instancia anterior fue la grabación original del elenco de Broadway de Funny Girl cinco años antes).

## Portada
El cartel de la portada del álbum fue creado por Richard Amsel, un estudiante de 22 años ganador de un concurso nacional para diseñar la película.

## Lista de canciones
Todas las canciones son escritas por Jerry Herman
1. "Just Leave Everything To Me" (interpretado por Barbra Streisand) – 3:24
2. "It Takes A Woman" (interpretado por Walter Matthau) – 3:06
3. "It Takes A Woman (Reprise)" (interpretado por Barbra Streisand) – 2:16
4. "Put On Your Sunday Clothes" (interpretado por Company, Barbra Streisand y Michael Crawford) – 5:32
5. "Ribbons Down My Back" (interpretado por Melissa Stafford, doblado por Marianne McAndrew) – 2:30
6. "Dancing" (interpretado por Barbra Streisand y Michael Crawford)" – 3:30
7. "Before The Parade Passes By" (interpretado por Barbra Streisand)" – 4:54
8. "Elegance" (interpretado por Company y Michael Crawford) – 3:07
9. "Love Is Only Love" (interpretado por Barbra Streisand) – 3:12
10. "Hello, Dolly!" (interpretado por Barbra Streisand y Louis Armstrong y ensamble) – 7:51
11. "It Only Takes A Moment" (interpretado por Michael Crawford) – 4:11
12. "So Long Dearie" (interpretado por Barbra Streisand) – 2:40
13. "Finale" (interpretado por Company, Walter Matthau, Michael Crawford y Barbra Streisand) – 4:19

## Posicionamiento en listas
| Lista (1969)                   | Posición |
| ------------------------------ | -------- |
| Estados Unidos (Billboard 200) | 49       |